# Martin Trystram
 (août 2015).
Pour les articles homonymes, voir Trystram.
Martin Trystram est un auteur de bande dessinée né à Antsiranana (Madagascar) le 14 février 1982.

## Biographie
Martin Trystram passe son enfance à Madagascar. Vivant à Paris une grande partie de son adolescence, il part en 1999 pour Bruxelles, afin d'entreprendre des études à l’institut Saint-Luc en section Bande dessinée, initialement fondée par Claude Renard. Arrivé au terme de ses études de bande dessinée en 2003, c’est vers le dessin animé qu'il s'oriente. C'est dans la section animation de l’école de La Cambre, toujours à Bruxelles, qu’il poursuit durant une année son cursus, avant de repartir pour Paris et de terminer son apprentissage à l’école d’animation des Gobelins. Il obtient son diplôme de « concepteur et réalisateur de films d'animation » en 2007.
Martin Trystram a travaillé sur plusieurs longs et courts métrages dans le secteur de l’animation notamment, Un monstre à Paris, Le Chat du rabbin ou encore les Moi, moche et méchant et les Minions.
À l’école des Gobelins, il fait la connaissance de Romain Baudy avec qui il collabore sur son premier album Pacifique paru aux éditions Casterman. En parallèle de Pacifique, il entreprend avec Pascal Forneri l'album La Vallée, pour les éditions Dupuis. Fraîchement installé à Montpellier, il rejoint l'équipe d'Infinity 8 pour réaliser le dessin d'un album écrit par Lewis Trondheim et Kris. Il écrit un scénario pour Xavier Coste. Ils publient A comme Eiffel chez Casterman en 2019, biographie fantaisiste et poétique de Gustave Eiffel. Le livre évoque la relation cachée entre Gustave Eiffel et sa cousine Alice pendant de longues années. Le duo d'auteurs travaille sur un nouvel album.
Des auteurs comme André Franquin, Moebius, Hugo Pratt ou encore Hayao Miyazaki font partie de ses influences,.

## Œuvres
- 2013 : Pacifique[9] - scénario et dessins. En collaboration avec Romain Baudy - Éditions Casterman
- 2014 : La Vallée - dessins sur un scénario de Pascal Forneri – Éditions Dupuis
- 2015 : Framboise et Volupté. Livre d'illustrations. Dessins. Sur des textes de Pascale Leconte. - Éditions Stellamaris.
- 2017 : Série Infinity 8, Tome 4 : Guérilla Symbolique. Scénario Lewis Trondheim et Kris. Éditeur Rue de Sèvres.
- 2019 : A comme Eiffel - Dessins de Xavier Coste sur un scénario de Martin Trystram - Éditions Casterman

## Carrière dans le cinéma d’animation
Martin Trystram a occupé plusieurs postes lors de la réalisation de films d’animations, notamment pour les recherches couleurs, le Story-board, le layout poses clefs d'animation, la recherche graphique, le layout décors ou encore le design décors.
| Titre                                                      | Société de production                      | Année | Réalisation                             | Récompenses |
| ---------------------------------------------------------- | ------------------------------------------ | ----- | --------------------------------------- | --- |
| Croc Blanc (White Fang)                                    | Superprod                                  | 2018  | Alexandre Espigares                     | |
| Moi, mohe et méchant 3 (Despicable Me 3)                   | Universal Pictures / Illumination Mac Guff | 2017  | Kyle Balda, Pierre Coffin, Eric Guillon | |
| Tout en haut du monde (Longway North)[source insuffisante] | Sacrebleu Productions / Maybe Movie        | 2015  | Rémi Chayé                              | - prix du public- Festival international du film d'animation d'Annecy 2015 - prix du public- Festival Anima 2016                                        |
| Adama (film)                                               | Pipangaï Productions / Naïa                | 2015  | Simon Rouby                             | - Nomination au César du meilleur film d'animation 2016 - prix de la Fondation Gan pour la distribution pour un projet en cours- festival d'Annecy 2014 |
| Mune, le gardien de la Lune                                | Paramount Pictures                         | 2015  | Benoît Philippon, Alexandre Heboyan     | |
| Un monstre à Paris                                         | Bibo Films                                 | 2011  | Eric Bergeron                           | - Nomination au César du meilleur film d'animation 2012                                                                                                 |
| Le Chat du rabbin                                          | Autochenille Production                    | 2011  | Joann Sfar, Antoine Delesvaux           | - César du meilleur film d'animation 2012 - Cristal du long métrage au festival d'Annecy en 2011                                                        |
| Moi, moche et méchant (Despicable Me)                      | Universal Pictures / Illumination Mac Guff | 2010  | Chris Renaud, Pierre Coffin             | - Kids' Choice Award du meilleur film d'animation 2011 - 2e place au Central Ohio Film Critics Association Award du meilleur film d'animation 2010      |

| Titre           | Société de production | Année | Réalisation     | Récompenses                                            |
| --------------- | --------------------- | ----- | --------------- | ------------------------------------------------------ |
| Martine         | Les Armateurs         | 2012  | Claude Allix    |                                                        |
| Sally Bollywood | Je suis bien content  | 2009  | Jérémie Houarau |                                                        |
| Pat et Stanley  | Mac Guff              | 2008  | Pierre Coffin   | Prix spécial pour une série TV- festival d'Annecy 2009 |

## Expositions

### Expositions
- La fabrique du dessin - Saint-Michel sur Orge - Retrospective. Octobre 2015[19]

### Expositions collectives
- De Lignes en Ligne - Galerie Daniel Maghen (Paris) - juillet 2011[20],[21]
- Participation avec De Lignes en Ligne à l’exposition Ticket pour une expo au Musée des arts et métiers (du 7 juin 2011 au 1er janvier 2012)[22],[23]
- The Book Show - Galerie Daniel Maghen (Paris) - été 2012
- The Movie Show- Galerie Daniel Maghen (Paris) - été 2013

## Presse
- Martin Trystram a collaboré pour quelques dessins dans l’album Koryu d’Edo de Dimitri Piot, paru aux éditions Glénat en 2009 (dessins aux pages 33 et 43)[24].
- En 2011 il réalise pour Libération un reportage dessiné lors du festival international de la bande dessinée d'Angoulême[25].
- Martin Trystram est un des membres actifs du collectif de dessins de métro De Lignes en Ligne[26].

## Prix et récompenses
- 2013 : Prix BD RTL février 2013 pour Pacifique.
- 2013 : Prix Yves Chaland pour Pacifique[27],[28].
- 2019 : Prix du meilleur album du festival de Creil pour A comme Eiffel.